# Inés Artajo Ayesa
Inés Artajo Ayesa (Pamplona, Navarra, 1956) es una periodista española. Directora del Diario de Navarra, entre 2006 y 2021.

## Biografía
Nacida en Pamplona, su infancia transcurrió en la localidad navarra de Ujué, donde su padre era secretario del Ayuntamiento, y donde vivió hasta los once años. Licenciada en Ciencias de la Información en la Universidad de Navarra (1979), a los veinte años llegó como becaria al Diario de Navarra. Permaneció en el diario navarro durante 43 años, hasta su jubilación, en septiembre del 2021. Durante su trayectoria periodística, realizó entrevistas a fondo a decenas de personas de la sociedad navarra, de ámbitos muy diversos: política, medicina, derecho, deporte, cultura; y se ocupó también de la crónica política.
El 1 de enero de 2006 asumió la dirección del Diario de Navarra, en sustitución de Julio Martínez Torres. En esos años lideró la transformación del diario, y de su edición digital, adaptándolas a las nuevas necesidades de sus lectores; se enfrentó a la amenaza de la organización terrorista ETA; se enfrentó a la pandemia del Covid, adaptando la estructura de la redacción y de las secciones del diario navarro a esta nueva situación; y renovó la edición impresa del periódico a través de la adquisición de una nueva rotativa (enero de 2022).
El 23 de septiembre de 2021 se jubiló al frente de la dirección del Diario de Navarra, siendo sustituida por el hasta entonces subdirector, Miguel Ángel Riezu.

## Premios
- Premio Luca de Tena (2022).[6]

## Monografía
- Entrevistas con Navarra al fondo: personas y momentos, Pamplona, Ediciones y Libros, 2003, 419 pp. ISBN: 8496197093.